# Medigap
Medigap (también llamado seguro complementario de Medicare) se refiere a varios planes de seguro médico privado que se venden para complementar Medicare en los Estados Unidos. El seguro Medigap brinda cobertura para muchos de los copagos y algunos de los coseguros relacionados con los gastos de hospital, centro de enfermería especializada, atención médica domiciliaria, ambulancia, equipo médico duradero y médicos cubiertos por Medicare. El nombre de Medigap se deriva de la noción de que existe para cubrir la diferencia entre los gastos reembolsados a los proveedores por las Partes A y B de Medicare por los servicios mencionados anteriormente y el monto total que se permite cobrar por esos servicios en los Estados Unidos. Más de 14 millones de estadounidenses tenían un seguro complementario de Medicare en 2018, según un informe de la Asociación Estadounidense de Seguros Complementarios de Medicare.

## Elegibilidad
La elegibilidad para Medicare puede comenzar para los estadounidenses cuando cumplen al menos 64 años y 9 meses o al jubilarse. Aquellos con una discapacidad, enfermedad renal en etapa terminal, ELA o discapacidad del Seguro Social durante 24 meses seguidos también pueden calificar para los beneficios anticipados de Medicare. Una persona debe estar inscrita en las Partes A y B de Medicare antes de poder inscribirse en un plan Medigap.

## Cobertura de medicamentos
Algunas pólizas Medigap vendidas antes del 1 de enero de 2006 pueden incluir cobertura de medicamentos recetados, pero después de esa fecha, no se podrán vender nuevas pólizas Medigap con cobertura de medicamentos. Este período de tiempo coincide con la introducción del beneficio de la Parte D de Medicare.